# Когієві
Kogiidae (когієві) — родина ссавців підряду зубатих китів ряду китоподібних (Cetacea). Філогенетично пропонується давнє (принаймні у нижньому міоцені) розділення Kogiidae та Physeteridae. Відсутність обґрунтованих записів Kogiidae з верхнього міоцену, ймовірно, пов'язане з рідкістю цих китоподібних. Когієві не мають зубів у верхній щелепі. Нижня щелепа має конічні зуби.

## Систематика
Родина містить лише два сучасні види:
- Kogiidae
  - Kogia
    - Kogia breviceps
    - Kogia sima
    - Kogia danomurai †
    - Kogia pusilla †
- Aprixokogia †
- Kogiopsis †
- Koristocetus †
- Nanokogia †
- Pliokogia †
- Praekogia †
- Scaphokogia †
- Thalassocetus †